# Goldman-Sachs
Die Familie Goldman-Sachs ist eine deutsch-jüdische Familie, die wegen der  Investmentbank Goldman Sachs bekannt ist. Die jüngste Tochter von Marcus Goldman, Louisa, heiratete Samuel Sachs, den Sohn enger Freunde und unterfränkischer Einwanderer aus Bayern. Louisas ältere Schwester und Sams älterer Bruder hatten bereits geheiratet. Sein ältester Sohn, Julius Goldman, heiratete Sarah Adler, Tochter von Samuel Adler. 1882 lud Goldman seinen Schwiegersohn Samuel ein, sich ihm anzuschließen, und änderte den Firmennamen in M.Goldman und Sachs. Fast fünfzig Jahre lang stammten alle Partner aus der Großfamilie.

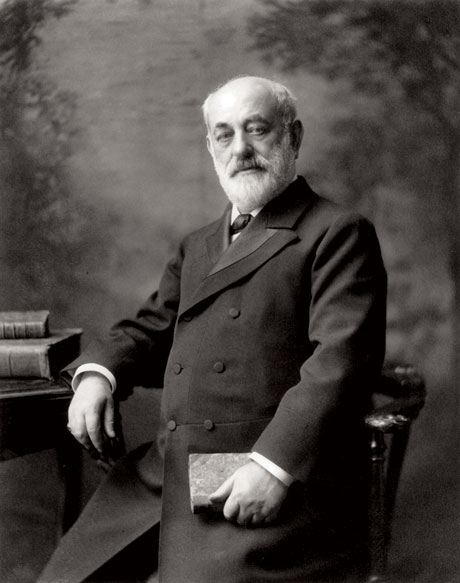
Marcus Goldman

## Stammbaum
1. Marcus Goldman (1821–1904), Gründer von Goldman Sachs. Er war der älteste Sohn von fünf Kindern des jüdischen Ehepaares Wolf und Ella Goldman. Er heiratet Bertha Goldman.
  1. Rebecca Goldman Dreyfuss (1851–?), verheiratet mit Ludwig Dreyfuss (ca. 1840er–1918)[2]
  2. Julius Goldman (1852–1909), verheiratet mit Sarah Adler Goldman, Tochter von Samuel Adler (1809–1891)
    1. Hetty Goldman (1881–1972), Archäologin
    2. Agnes Goldman Sanborn (1887–1984), verheiratet mit Ashton Sanborn (1882–1970), Archäologe

  3. Rosa Goldman Sachs, verheiratet mit Julius Sachs (1849–1934)
    1. Ernest Sachs (1879–1958), Allgemeinmediziner, verheiratet mit Mary Parmly Koues (1882–1973)
      1. Ernest Sachs, Jr. (1916–2001), Neurochirurg, verheiratet mit Jeanne O’Sullivan[3]
        1. Ernest Paul „Rusty“ Sachs
        2. Ann Sachs
        3. Patricia Sachs
        4. Christopher Michael Sachs
        5. James Sachs
        6. Robert Donal Sachs

      2. Thomas Dudley Sachs[3]

  4. Louisa Goldman Sachs verheiratet mit Samuel Sachs (1851–1935)
    1. Paul J. Sachs (1878–1965), Kunsthistoriker, verheiratet mit Meta Pollak (–1960)
      1. Elizabeth Sachs
      2. Celia Sachs Robinson, verheiratet mit Charles A. Robinson, Jr. (1900–1965), Philologe
      3. Marjorie Sachs

    2. Arthur Sachs (1880–1975)
    3. Walter E. Sachs (1884–1980), Bankier (Partner bei Goldman Sachs 1928–1959),[4] verheiratet mit Mary Williamson (1911–?; geschieden 1960), Schauspielerin
      1. Katherine Russell Sachs (1943–) verheiratet mit Bernard Dan Steinberg June 7, 1964
      2. Philip Williamson Sachs (1949–)

    4. Ella Sachs (1886–1918)

  5. Henry Goldman (1857–1937), Bankier, verheiratet mit Babette Kaufman (1871–1954)
    1. Florence Goldman (1891–1960), verheiratet mit Edwin Chester Vogel (1884–1973)
    2. Robert Goldman
    3. Henry Goldman Jr., verheiratet mit Adrienne Straus Goldman
      1. June Breton Fisher (1927–2012),[5] m. 1. J. Robert Breton 2. Maurice L. Fisher: Autor, verfasste eine Biografie seines Großvaters Henry Goldman (1857–1937).[1]
        1. Tracy Breton[5]
        2. Brooke Breton[5]
        3. Cynthia Breton[5]
        4. Taylor Breton[5]

      2. Henry Goldman[5]

- Anmerkung: Bernard Sachs (1858–1944), Neurologe, Bruder von Julius und Samuel Sachs.